# Le Lion rouge
Le Lion rouge, conosciuto anche col incipit Pincez tous vos koras, frappez les balafons (trad. dalla lingua francese "Pizzicate tutti le vostre kora, battete i vostri balafon"), è l'inno nazionale del Senegal. Il testo del brano è stato scritto da Léopold Sédar Senghor.
La musica è di Herbert Pepper. Il brano è stato adottato come inno nel 1960 ed è anche conosciuto come Le Lion rouge.

## Testo
Pincez tous vos koras, frappez les balafons.
Le lion rouge a rugi.
Le dompteur de la brousse
D'un bond s'est élancé,
Dissipant les ténèbres.
Soleil sur nos terreurs, soleil sur notre espoir.
Debout, frères, voici l'Afrique rassemblée
Fibres de mon cœur vert.
Épaule contre épaule, mes plus que frères,
O Sénégalais, debout!
Unissons la mer et les sources, unissons la steppe et la forêt!
Salut Afrique mère, salut Afrique mère.
Sénégal toi le fils de l'écume du lion,
Toi surgi de la nuit au galop des chevaux,
Rend-nous, oh! rends-nous l'honneur de nos ancêtres,
Splendides comme ébène et forts comme le muscle
Nous disons droits – l'épée n'a pas une bavure.
Sénégal, nous faisons nôtre ton grand dessein:
Rassembler les poussins à l'abri des milans
Pour en faire, de l'est à l'ouest, du nord au sud,
Dressé, un même peuple, un peuple sans couture
Mais un peuple tourné vers tous les vents du monde.
Sénégal, comme toi, comme tous nos héros,
Nous serons durs sans haine et des deux bras ouverts.
L'épée, nous la mettrons dans la paix du fourreau,
Car le travail sera notre arme et la parole.
Le Bantou est un frère, et l'Arabe et le Blanc.
Mais que si l'ennemi incendie nos frontières
Nous serons tous dressés et les armes au poing:
Un peuple dans sa foi défiant tous les malheurs,
Les jeunes et les vieux, les hommes et les femmes.
La mort, oui! Nous disons la mort, mais pas la honte.

## Traduzione[1]
Pizzicate tutti le vostre kora, battete i vostri balafon
Il leone rosso ha ruggito. 
Il domatore della savana 
Di un balzo s'è slanciato 
Dissipando le tenebre.
Sole sulle nostre paure, sole sulla nostra speranza.
In piedi, fratelli, ecco l'Africa riunita!
Fibre del mio cuore verde 
spalla contro spalla, miei più che fratelli. 
O Senegalesi, alzatevi! 
Uniamo il mare e le sorgenti, uniamo la steppa e la foresta. 
Ti saluto Africa, Africa madre.
Senegal, tu figlio della spuma del leone, 
Tu sorto dalla notte al galoppo dei cavalli, 
Rendici, oh! Rendici l'onore dei nostri antenati 
Splendidi come l'ebano e forti come il muscolo! 
Diciamo diritti - la spada non ha una sbavatura
Senegal, facciamo nostro il tuo grande disegno: 
Riunire i pulcini al riparo dei nibbi 
Per farne, dall'est ad ovest, dal nord al sud, 
Ritti, uno stesso popolo, un popolo senza divisioni, 
Ma un popolo volto verso tutti i venti del mondo
Senegal, come te, come tutti i nostri eroi, 
Saremo duri, senza odio e con le braccia aperte, 
La spada, la metteremo nella pace del fodero, 
Perché il nostro lavoro sarà la nostra arma e la parola. 
Il bantu è un fratello, come l'arabo e il bianco.
Ma se il nemico incendia le nostre frontiere 
Stiamo tutti eretti con le armi in pugno: 
Un popolo nella sua fede sfidando tutte le sventure; 
I giovani e i vecchi, gli uomini e le donne. 
La morte, sì! Noi diciamo la morte, ma non il disonore.